# Live in Hollywood (DVD)
Live in Hollywood es el segundo DVD del grupo mexicano RBD. El 4 de abril de 2006 se lanza el DVD filmando en el Pantages Theatre en Los Ángeles.
El DVD se graba el 21 de enero de 2006 en el Pantages Theatre en Los Ángeles, Estados Unidos, como parte de su segunda gira mundial titulada Nuestro Amor Tour. Dicha concierto fue el primero que la agrupación realizó en los Estados Unidos, siendo un show lleno de colores, con un estilo acústico y contando con la colaboración de un coro góspel.

## Lista de canciones
1. Intro / Tras De Mí
2. Me Voy
3. Nuestro Amor
4. Así Soy Yo
5. Qué Fue Del Amor
6. A Tu Lado
7. No Pares
8. Fuera
9. Solo Para Ti
10. Este Corazón
11. Aún Hay Algo / Presentación La Banda
12. Qué Hay Detrás
13. Medley: Rebelde / Sólo Quédate En Silencio / Sálvame
14. Feliz Cumpleaños

## Posicionamiento

### Semanales
| País   | Lista (2006-07)                 | Mejor Posición |
| ------ | ------------------------------- | -------------- |
| España | PROMUSICAE - Top 20 DVD Musical | 1              |
| Brasil | ABPD - Top 25 DVD Musical       | 1              |

### Mensuales
| País      | Lista (2008)               | Mejor Posición |
| --------- | -------------------------- | -------------- |
| Argentina | CAPIF - Top 20 DVD Musical | 16             |

### Anuales
| País   | Listas (2006)          | Posición |
| ------ | ---------------------- | -------- |
| Brasil | ABPD TOP 20 DVD – 2006 | 1        |

### Certificaciones
| País   | Organismo certificador | Certificación | Ventas certificadas | Ref.         |
| ------ | ---------------------- | ------------- | ------------------- | ------------ |
| España | PROMUSICAE             | Platino       | 25 000              | [ 5 ]        |
| México | AMPROFON               | Platino + oro | 30 000              | [ 9 ] [ 10 ] |

## Historial de lanzamiento
| País           | Fecha                   | Formato              | Discográfica |
| -------------- | ----------------------- | -------------------- | ------------ |
| México         | 4 de abril de 2006      | CD, Descarga digital | EMI          |
| Estados Unidos | 4 de abril de 2006      | CD, Descarga digital | EMI          |
| Brasil         | 4 de abril de 2006      | CD, Descarga digital | EMI          |
| Colombia       | 21 de enero de 2006     | CD, Descarga digital | EMI          |
| España         | 11 de diciembre de 2006 | CD, Descarga digital | EMI          |